# One Nite Alone … (Album)
One Nite Alone… (englisch für Eine Nacht allein …) ist das 25. Studioalbum des US-amerikanischen Musikers Prince, wobei er alle Songs arrangierte, komponierte und produzierte. Das Album trägt als Untertitel den Namen „Solo piano and voice by Prince“ („Solo-Klavier und Gesang von Prince“) und er veröffentlichte es am 14. Mai 2002 bei seinem eigenen Musiklabel NPG Records; es war ausschließlich über seiner damalige Website käuflich zu erwerben. One Nite Alone… ist ein Akustikalbum, auf dem Prince alle Songs auf dem Klavier spielt. Als einziger Gastmusiker wirkt Schlagzeuger John Blackwell mit, der ihn bei zwei Songs unterstützt.
Die Musik zählt zu den Genres Contemporary R&B und Pop, die Liedtexte handeln hauptsächlich von zwischenmenschlichen Beziehungen. Prince veranstaltete keine nennenswerte Musikpromotion für das Album und da es in den internationalen Musikcharts nicht geführt wurde, hatte es keine Möglichkeit, Gold- oder Platinstatus zu erreichen. Musikkritiker bewerteten One Nite Alone… wesentlich schwächer als die meisten Prince-Alben.
Am 29. Mai 2020 veröffentlichte The Prince Estate („Der Prince-Nachlass“) One Nite Alone… erstmals auf LP.

## Entstehung

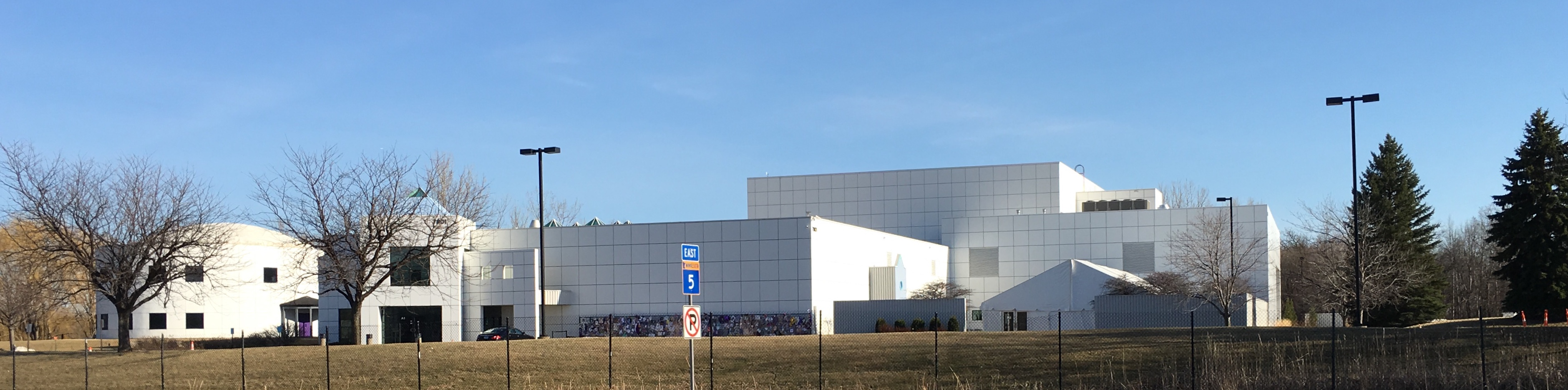
Das Paisley Park Studio im Jahr 2018

Bereits im Jahr 1999 wurde Prince auf seiner damaligen Website Love4OneAnother.com von einem Fan gefragt, ob er jemals ein Solo-Piano-Album veröffentlichen würde, weil sein Klavierspiel „an eine Mischung aus Art Tatum und Bud Powell“ erinnere, aber „in gewisser Weise nicht genügend Beachtung geschenkt“ werde. Prince’ Antwort lautete: „Ich weiß das Kompliment sehr zu schätzen. Wenn die Nachfrage da ist, würde ich einen Solo-Piano-Projekt veröffentlichen. Macht eine Petition.“
Alle Songs nahm Prince im Frühjahr 2001 in seinem Paisley Park Studio in Chanhassen in Minnesota auf und spielte auch alle Instrumente selbst ein. Lediglich bei den zwei Songs A Case of U und Here on Earth unterstützte ihn der Schlagzeuger John Blackwell (* 9. September 1973; † 4. Juli 2017). Das Stück A Case of U, das Joni Mitchell im Jahr 1971 geschrieben und auf ihrem Album Blue unter dem Namen A Case of You veröffentlicht hatte, spielte Prince zum ersten Mal bei einem Livekonzert am 3. August 1983. Aber erst im Frühjahr 2001 nahm er eine Studioversion seiner Coverversion auf. Parallel zu den Albumaufnahmen war er mit dem Mastering seines Albums The Rainbow Children beschäftigt, das er im Oktober 2001 herausbrachte.
Ferner schrieb Prince seinen beiden weißen Tauben „Divinity“ und „Majesty“ Credits für „Ambient-Gesang“ auf dem Album zu. Die Tauben legte er sich Anfang der 1990er Jahre zu und ihr Käfig befand sich im Flur vom Obergeschoss seines Paisley Park Studios mit Blick auf das Atrium. Das Männchen Majesty wirkte 1992 auch im Musikvideo zu 7 mit und bekommt darin einen Kuss von Mayte Garcia. Es starb am 22. Januar 2017 und das Weibchen Divinity am 2. Februar 2021 im Alter von 28 Jahren.
Bevor Prince One Nite Alone… im Mai 2002 veröffentlichte, waren bereits fünf der zehn Songs auf seiner damaligen Website NPG Music Club.com als MP3-Download erhältlich: am 18. September 2001 erschien Pearls B4 the Swine, die vier Songs A Case of U, Here on Earth, One Nite Alone… und U’re Gonna C Me brachte er am 17. Januar 2002 heraus.

## Gestaltung des Covers
Das Albumcover gestaltete der Fotograf Steve Parke (* 1963) und der Artdirector Jeremy Gavin, der für das Layout zuständig war. Gavin entwarf auch das Layout für die Albumcover von The Rainbow Children (2001), N.E.W.S (2003) und Musicology (2004). Parke war vor allem in den 1990er Jahren als Prince-Fotograf tätig und fotografierte unter anderem die Albencover von Graffiti Bridge (1990), The Gold Experience (1995), Chaos and Disorder (1996), Newpower Soul (1998) und The Vault … Old Friends 4 Sale (1999).
Das Albumcover ist überwiegend in braunen Farbtönen gehalten und mittig sind Klaviertasten zu sehen, oben links ist der Albumtitel „One Nite Alone…“ zu lesen und rechts oben ist ein Vogelnest abgebildet, worin sich drei grün-bläuliche Vogeleier befinden. Unten links ist das unaussprechbare Prince-Symbol abgedruckt, das mit einer sonnenblumen-ähnlichen Pflanze verziert ist; die Spitze des Symbols steckt in einer Eierschale. Unten rechts ist „Solo piano and voice by Prince“ zu lesen.
Das Cover ist als Klappcover gestaltet, in dessen rechter Innenseite die CD steckt. Ein Booklet ist nicht vorhanden, aber die Liedtexte sind in der Innenseite des Klappcovers abgedruckt. Die Liner Notes befinden sich ebenfalls in der Innenseite und Prince bedankt sich darin bei Joni Mitchell. Zudem widmete er ihren Song A Case of U seinem Vater John L. Nelson, der am 25. August 2001 im Alter von 85 Jahren gestorben war. Das Erscheinungsjahr des Songs gibt Prince allerdings fälschlich mit 1972 an – Mitchell hatte den Song jedoch bereits im Jahr 1971 veröffentlicht.
Auf der Rückseite des Albumcovers ist „© 2001 NPG Records“ zu lesen, auf der CD selbst steht aber „© 2002 NPG Records“, weil die CD erst im Jahr 2002 veröffentlicht wurde.

## Musik und Liedtexte

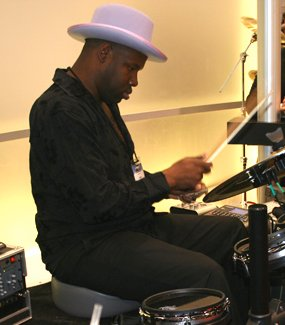
Schlagzeuger John Blackwell
(* 1973; † 2017)

Die Musik zählt zu den Genres Contemporary R&B und Pop. Prince spielt alle Songs auf dem Klavier und bei sieben fügte er nachträglich Synthesizer-Overdubs ein. Außerdem ist er bei den beiden Stücken A Case of U und Here on Earth auch am E-Bass zu hören, während John Blackwell Schlagzeug spielt.
In den Liedtexten beschäftigt sich Prince überwiegend mit zwischenmenschlichen Beziehungen. Neben seinem charakteristischen Falsettgesang benutzt er auch tiefere Stimmlagen.
1. One Nite Alone…
Das Titelstück ist aus dem Bereich R&B, der Liedtext handelt von einem One-Night-Stand mit einer anonymen Partnerin. Prince fragt zwar nach dem Namen seiner Liebhaberin, verspricht ihr aber, diesen nie mehr auszusprechen. Zudem möchte er wissen, ob sie es „langsam“ oder „schnell“ mag.[10] Das Titelstück war für Prince die Inspiration für die Namensgebung seiner weltweiten One-Nite-Alone-Tour, die er von März bis November 2002 absolvierte.
2. U’re Gonna C Me
In der R&B-Ballade drückt Prince seine Sehnsucht nach einer nicht genannten Ex-Geliebten aus.[2] Eine überarbeitete Version des Songs veröffentlichte er im Jahr 2009 auf seinem Album MPLSound.
3. Here on Earth
Das Stück handelt von einem Traum, in dem eine junge Frau „um ihr Leben rennt“, weil sie vor ihrem Ex-Partner fliehen möchte. Den Refrain schildert Prince in der Ich-Form, während er den Rest aus einer Beobachterperspektive darstellt.[2][11] Here on Earth weist keine Gemeinsamkeiten mit dem Stück Somewhere Here on Earth auf seinem Album Planet Earth aus dem Jahr 2007 auf.
4. A Case of U
Der von Joni Mitchell geschriebene Liedtext impliziert, die Liebe ist nie verloren und kann im Gedächtnis wiederhergestellt werden, als ob sie neu geboren wäre. Prince singt aber nur knapp die Hälfte des Original-Liedtexts und beginnt erst mit der Textzeile „I am a lonely painter“. Musikwissenschaftler Brian Hinton (* 1950) schrieb in seiner Joni-Mitchell-Biografie Both Sides Now (1995), der Liedtext handle von ihren früheren Liebhabern Graham Nash und Leonard Cohen. Außerdem zieht Hinton in Erwägung, Mitchell könnte den Liedtext auf ihre Tochter (* 1965) bezogen haben, die sie damals zur Adoption frei gab.[12] Im September 2018 wurde auf dem Prince-Album Piano & A Microphone 1983 ebenfalls eine Akustikversion von A Case of U postum veröffentlicht, die er im Oktober 1983 aufgenommen hatte und auch nur auf dem Klavier spielt. Diese Version ist 1:40 Minuten lang und ähnelt der auf One Nite Alone.
5. Have a ♥
Den Songtitel Have a Heart stilisierte Prince als Have a ♥ und besitzt, im Gegensatz zu den meisten anderen Albumsongs, eine definierte Melodie. Im Liedtext rechtfertigt er sein Verhalten nach einer gescheiterten Beziehung; ein gemeinsamer Freund von ihm und seiner Ex-Freundin erzählt ihm, dass diese Prince weiterhin liebt. Doch Prince ist sich keiner Schuld bewusst und fragt sarkastisch: „Aber muss man nicht erst ein Herz haben, bevor es einem gebrochen wird?“ Den Liedtext trägt er in einer weichen zärtlichen Stimmlage vor.[11][12] Das Stück geht direkt in den Song über.
6. Objects in the Mirror
In diesem Stück schildert Prince, wie er und seine Freundin sich gemeinsam das Badezimmer teilen, sich die Zähne putzen sowie vor dem Spiegel posieren, nachdem die beiden ein Sexvideo zusammen aufgenommen hatten. Der Track besitzt am Ende eine Reprise von Have a ♥.[11]
7. Avalanche
Der Liedtext von dem von Blues-angehauchten Stück unterscheidet sich deutlich von den anderen Albumsongs; es ist ein wütendes Protestlied, das sich gegen schlechte Behandlung von Afroamerikanern in den USA richtet. In der ersten Strophe bezeichnet Prince den 16. Präsidenten der Vereinigten Staaten, Abraham Lincoln, als Rassisten, weil dieser „nicht oder nie dafür gewesen“ ist, „unser Volk zu befreien“. In der zweiten Strophe drückt Prince seine Verachtung gegenüber US-Musikproduzent John Hammond aus, weil dieser afroamerikanische Musiker ausgebeutet hat. Der Titelname „Avalanche“ („Lawine“) basiert auf einer Analogie von einzelnen Schneeflocken, die keine Lawinen zu Menschen auslösen, die für ihre Handlungen keine Verantwortung übernehmen wollen.[11][12]
8. Pearls B4 the Swine
Dieses ist der einzige Albumsong, bei dem das Klavierspiel von Prince nicht dominiert. Das Jazz-angehauchte Stück besitzt ein komplettes Arrangement und besteht aus Instrumenten wie akustischen Gitarren, E-Bass, Klavier, Perkussion sowie Synthesizer, die alle von Prince eingespielt wurden. Der Liedtext befasst sich mit einer gescheiterten Affäre. Prince fragt, warum beide verschiedene Wege gegangen sind und hofft auf Versöhnung. Er kommt aber zu dem Schluss, seine Hoffnungen und Worte sind zwecklos. Die Metapher „Pearls before Swine“ stammt aus dem Matthäusevangelium (7, 6).
9. Young and Beautiful
Der Track ist eine Popmusik-angehauchte Up-tempo-Nummer und beginnt mit chinesisch klingendem Pianospiel. Der Refrain erinnert zuweilen an Little Red Corvette aus dem Jahr 1982. Im Liedtext von Young and Beautiful tritt Prince als eine Art Moralapostel auf, der einer jungen attraktiven Frau rät, sie müsse „nicht tun, was die anderen machen.“ Seine Warnung an sie lautet: „Sie wollen nur deine Jungfräulichkeit.“[2][11][12]
10. Arboretum
Das Instrumentalstück beginnt mit einem Arpeggio-Piano-Part und Prince schrieb seinen beiden Haustiertauben „Divinity“ und „Majesty“ einen „Ambient“-Gesang zu, da diese im Hintergrund dezent gurren. Am Ende des Songs ist zu hören, wie Prince von seinem Klavier aufsteht, zur Tür geht und diese schließt. Bei der Wahl des Titelnamens wurde er vom Arboretum seines Paisley Park Studios inspiriert. Der Song ist auf dem Album mit einer Dauer von 2:16 Minuten angegeben, besitzt aber eine tatsächliche Länge von 3:25 Minuten; ab Minute 2:16 ist jedoch eine Pause von 69 Sekunden vorhanden. One Nite Alone… ist das erste Prince-Album, das mit einem Instrumentalstück endet.[11][12]

## Titelliste und Veröffentlichungen
| 1                                                   | One Nite Alone…          | 3:37 |
| 2                                                   | U’re Gonna C Me          | 5:16 |
| 3                                                   | Here on Earth            | 3:22 |
| 4                                                   | A Case of U a            | 3:39 |
| 5                                                   | Have a ♥                 | 2:04 |
| 6                                                   | Objects in the Mirror    | 3:27 |
| 7                                                   | Avalanche                | 4:24 |
| 8                                                   | Pearls B4 the Swine      | 3:01 |
| 9                                                   | Young and Beautiful      | 2:44 |
| 10                                                  | Arboretum (Instrumental) | 3:25 |
| Spieldauer: 35:05 min.                              |                          |      |
| Autor aller Songs ist Prince a Autor: Joni Mitchell |                          |      |

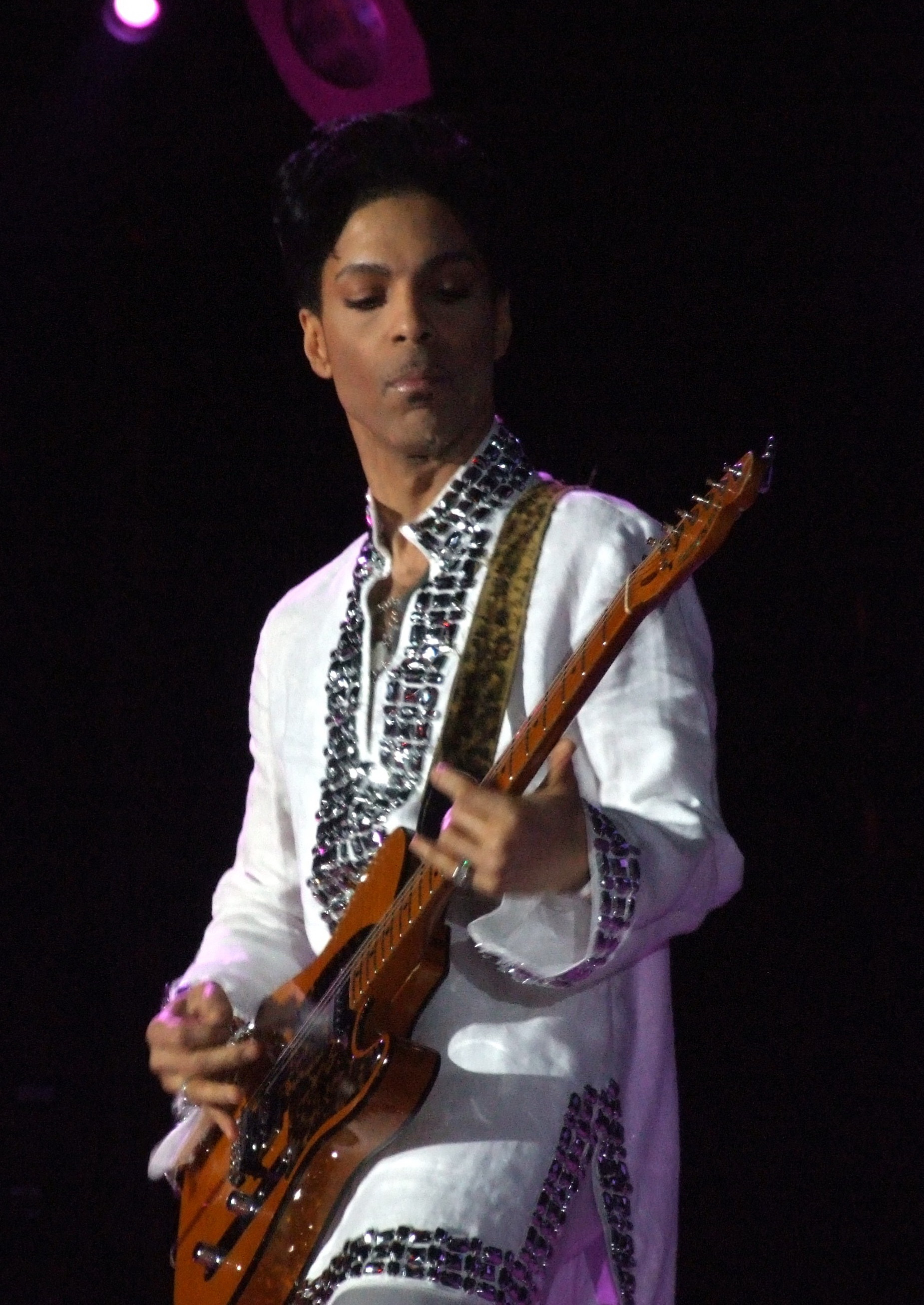
Prince, 2008

One Nite Alone… wurde von Prince am 14. Mai 2002 ausschließlich auf CD veröffentlicht und war nur über seine damalige Website NPG Music Club.com käuflich zu erwerben. Das Album erschien während einer vierwöchigen Pause seiner One Nite Alone … Tour; den US-amerikanischen Teil beendete Prince am 30. April 2002 und der kanadische Abschnitt begann am 28. Mai 2002.
Seit dem Jahr 2015 wird One Nite Alone… auch als Download angeboten, und am 29. Mai 2020 veröffentlichte The Prince Estate das Album erstmals auf LP, die in lilafarbenem Vinyl erhältlich ist. Außerdem erschien das Album in dem 4-CD-Boxset Up All Nite with Prince: The One Nite Alone Collection, das sowohl die Doppel-CD One Nite Alone … Live! als auch die CD One Nite Alone… The Aftershow: It Ain’t Over! enthält. Zudem ist die DVD Live at the Aladdin Las Vegas beigelegt.
Singles wurden von One Nite Alone… nicht ausgekoppelt und Musikvideos wurden keine produziert. Coverversionen von Songs des Albums sind nicht bekannt.

## Mitwirkende

### Musiker
Alle Songs wurden von Prince arrangiert, komponiert, produziert und vorgetragen. Zudem spielte er alle Musikinstrumente selbst ein, wobei er seinen Tauben „Divinity“ und „Majesty“ einen „Ambient-Gesang“ zuschrieb. Zudem spielte John Blackwell Schlagzeug in den beiden Songs A Case of U und Here on Earth.

### Technisches Personal
- Prince – Mixing
- Femi Jiya – Toningenieur
- Jeremy Gavin – Albumdesign, Layout
- Joseph Lepinski – Toningenieur
- Steve Parke – Artdirector, Fotograf

## Rezensionen
| Professionelle Bewertungen      | Professionelle Bewertungen                                                        |
| ------------------------------- | --------------------------------------------------------------------------------- |
| Kritiken                        |                                                                                   |
| Quelle                          | Bewertung                                                                         |
| AllMusic                        | Sternsymbol · Sternsymbol · Sternsymbol · Sternsymbol · Sternsymbol               |
| The Guardian                    | Sternsymbol · Sternsymbol · Sternsymbol · Sternsymbol · Sternsymbol               |
| Musikexpress                    | Sternsymbol · Sternsymbol · Sternsymbol · Sternsymbol · Sternsymbol · Sternsymbol |
| Wilson & Alroy’s Record Reviews | Sternsymbol · Sternsymbol · Sternsymbol · Sternsymbol · Sternsymbol               |

Im Jahr 2002 war das Interesse von Massenmedien und Musikkritiker an One Nite Alone… sehr gering, weil das Album nicht in den freien Verkauf gelangte. Erst nach Prince’ Tod im April 2016 wurde es mehrfach beurteilt und erhielt meist schwache Rezensionen.
Simon Price von The Guardian bewertete 37 Prince-Alben und setzte One Nite Alone… auf Platz 30. Er gab drei von fünf Sternen und schrieb, obwohl das Album „das wunderschöne Joni Mitchell-Cover“ A Case of U enthalte, sei es wenig beachtet worden.
Stephen Thomas Erlewine von AllMusic zeigte sich enttäuscht und gab zweieinhalb von fünf Sternen. Die „halbstündige Sammlung“ wirke „zerstreut und unkonzentriert“, als hätte Prince „die Songs geschrieben, während er sie sang“; die Albumsongs passten „einfach nicht zueinander“, meinte Erlewine.
Die beiden Musikkritiker David Wilson und John Alroy waren ebenfalls enttäuscht und verteilten nur zwei von fünf Sternen. Zwar klinge Prince’ Falsettgesang in Avalanche „besser als je zuvor“, und „ein so kraftvolles akustisches Piano“ wie in Young and Beautiful zu hören sei bezeichneten sie als „erfrischend“. Außerdem existierten „einige solide Melodien“ wie in Have a ♥. Der Sound vom Album sei „sparsam, aber nicht demoartig, die Songs sind langsam, aber nicht“ Adult Contemporary. Doch einige Songs klingen „spontan erfunden“ und bewegten sich „von einem Minithema zum nächsten, ohne Schwung aufzubauen“, wie beispielsweise im Titelstück oder in U’re Gonna C Me. Zudem seien die Liedtexte wie in Objects in the Mirror „durchweg unbeholfener und weniger herzlich“ als bei Prince sonst üblich. Letztendlich bezeichneten Wilson und Alroy One Nite Alone… als „mittelmäßig“ und „nichts“ komme „an das Niveau des besten Materials“ von Crystal Ball und The Truth (beide 1998) heran, sei aber „um einiges besser“ als Kamasutra aus dem Jahr 1997.
Die Musikjournalisten Albert Koch und Thomas Weiland vom Musikexpress zeigten sich sogar sehr enttäuscht und verteilten lediglich einen von sechs Sternen. Das Album funktioniere nicht; zwar beschrieben sie A Case of U als „schön“ und Avalanche als „intime Lesung“, aber auf One Nite Alone… existierten „immer wieder aufgesetzte vokale Manierismen, die im krassen Gegensatz zur ambienten Verhuschtheit“ stünden, die Prince mit seinem Klavierspiel erreichen wollte. Als Fazit zogen Koch und Weiland: „Maximales Kitschergebnis mit minimalem Aufwand“, was „auch eine Kunst“ sei, wie sie ironisch feststellten.
Per Nilsen, Autor mehrerer Prince-Bücher und im Jahr 2002 intensiver Beobachter seiner Karriere, war mit Lob ebenfalls zurückhaltend. Er bezeichnete das Album zwar als „angenehmes Erlebnis“ und Prince zeige eine „weitere Facette“ seines „musikalischen Vokabulars“, doch One Nite Alone… drücke „nicht mehr Gefühle als ein durchschnittliches Prince-Album aus“. Zudem wirke „ein Großteil des Songwritings oberflächlich und unscharf“. Der „klare Höhepunkt“ des Albums sei das Stück Avalanche, meinte Nilsen.

## Kommerzieller Erfolg

### Chartplatzierungen
Das Album wurde in den internationalen Musikcharts nicht geführt, weil es nur über Prince’ damalige Website NPG Music Club.com käuflich zu erwerben war. Als es im Jahr 2020 auch im Rahmen von dem 4-CD-Boxset Up All Nite with Prince: The One Nite Alone Collection erschien, konnte es sich zwar in einigen Ländern in den Charts platzieren, aber nirgends die Top 25 erreichen.

### Musikverkäufe
One Nite Alone… wurde ungefähr 15.000 Mal verkauft.